# 安杰尔·马蒂诺
安杰尔·马蒂诺（英語：Angel Martino，1967年4月25日—），美国女子游泳运动员。她曾代表美国参加1992年和1996年夏季奥林匹克运动会游泳比赛，获得三枚金牌和三枚铜牌。